# عید اومد، بهار اومد
عید اومد، بهار اومد یک مجموعه تلویزیونی محصول زمستان سال ۱۳۷۷ به کارگردانی فرشته صدرعرفایی می‌باشد که در نوروز ۱۳۷۸ از برنامه کودک و نوجوان پخش شد.

## بازیگران
- امیر غفارمنش
- بهراد خرازی
- آتنه فقیه نصیری
- بهاره ذبیحی
- سیامک انصاری
- کامبیز امینی
- مهرداد نظری